# Tex (film)
Tex (originaltitel: Tex) är en amerikansk ungdomsfilm från 1982 i regi av Tim Hunter.